# Diagramme en cascade
 (novembre 2011).
Si vous disposez d'ouvrages ou d'articles de référence ou si vous connaissez des sites web de qualité traitant du thème abordé ici, merci de compléter l'article en donnant les références utiles à sa vérifiabilité et en les liant à la section « Notes et références ».

Un exemple en français de diagramme en cascade illustrant les composantes du profit d'une entreprise

Un diagramme en cascade (en anglais waterfall chart) est un diagramme sur lequel on représente les différentes composantes (positives ou négatives) qui s'additionnent pour former un certain résultat.
Un diagramme en cascade permet ainsi de représenter l’évolution d’un indicateur dans le temps, en analysant les facteurs positifs et négatifs qui affectent cette évolution. Il permet également de mettre en valeur la décomposition d’un résultat en analysant les facteurs positifs et négatifs entre chacun des différents soldes.
Ce diagramme très utilisé en finance est aussi connu sous le nom de bridge.

## Aperçu
Les diagrammes en cascade se présentent sous la forme de diagrammes en colonnes ; la valeur dont on suit l’évolution est représentée par une colonne d’une couleur, et les effets positifs et négatifs sont chacun représentés par des colonnes « flottantes » de couleurs différentes.

## Exemples
Un diagramme en cascade peut par exemple permettre d’analyser l’évolution du chiffre d’affaires d’une entreprise sur plusieurs années, en en observant les différentes composantes (produit A, produit B…) afin de déterminer lesquelles ont contribué positivement ou négativement à l’évolution du chiffre d’affaires global.
Un diagramme en cascade peut également permettre de comprendre comment se construit le résultat d’un exercice, en partant du chiffre d’affaires, puis en enlevant par exemple les coûts fixes puis variables pour arriver à l’EBITDA, dont on soustrait les dépréciations et amortissements pour parvenir à l’EBIT, dont on soustrait les impôts, pour finir avec le résultat net.